# جيفيرسون فييرا دا كروز
جيفيرسون فييرا دا كروز (3 يوليو 1981 في البرازيل – )؛ هو لاعب كرة قدم سابق كان يلعب كمهاجم.

## وصلات خارجية
- جيفيرسون فييرا دا كروز على موقع رابطة كرة القدم اليابانية للمحترفين (اليابانية)
- جيفيرسون فييرا دا كروز على موقع Soccerway.com (الإنجليزية)